# ペンシルベニア (原子力潜水艦)
|          |                                                                 |
| 艦歴     |                                                                 |
| 発注     | 1982年11月29日                                                  |
| 起工     | 1984年1月10日                                                   |
| 進水     | 1988年4月23日                                                   |
| 就役     | 1989年9月9日                                                    |
| その後   | 就役中                                                          |
| 母港     | ワシントン州バンゴール                                          |
| 性能諸元 |                                                                 |
| 排水量   | 水上：16,765トン 水中：18,750トン                               |
| 全長     | 170.69 m (560 ft)                                               |
| 全幅     | 12.8 m (42 ft)                                                  |
| 喫水     | 11.5 m (38 ft)                                                  |
| 最大速   | 20ノット以上 (37+ km/h)                                         |
| 潜行深度 |                                                                 |
| 機関     | S8G reactor 1基                                                 |
| 乗員     | 士官13名、兵員140名                                             |
| 兵装     | 21インチ魚雷発射管4門 Mk-48魚雷 トライデント II弾道ミサイル24基 |
| モットー | Virtue, Independence, Liberty                                   |
|          |                                                                 |

ペンシルベニア (USS Pennsylvania, SSBN-735) は、アメリカ海軍のオハイオ級原子力潜水艦の10番艦。艦名はペンシルベニア州に因んで命名された。その名を持つ艦としてはペンシルベニア級戦艦1番艦(BB-38)以来4隻目。

## 艦歴
ペンシルベニアの建造は1982年11月29日にコネチカット州グロトンのジェネラル・ダイナミクス、エレクトリック・ボート社に発注され、1984年1月10日に起工した。1988年4月23日にマリリン・ギャレット夫人によって命名、進水し、1989年9月9日にブルー班のリチャード・M・キャンプ艦長およびゴールド班のA・リー・エドワーズ艦長の指揮下就役した。
1989年9月29日にペンシルベニアはフロリダ州のポート・カナベラルを初めて訪問したが、水路で座礁した。タグボートによる曳航作業によりペンシルベニアは2時間後に回復した。海軍の調査によれば、ペンシルベニアは水路で適切な位置にいたと断定された。しかし、水路はハリケーン・ユゴーのために沈泥でふさがれていた状態であった。
2001年にペンシルベニアは大西洋艦隊でマージョリー・ステレット戦艦基金賞を受賞した。